# José Saramago irodalmi díj
A José Saramago irodalmi díj a Círculo de Leitores, azaz Olvasókör elnevezésű könyvklub alapítványa által odaítélt portugál irodalmi díj. A díjat José Saramago irodalmi Nobel-díja kapcsán hozták létre, és már a következő évben (1999) átadták. A díjat kétévente olyan, 35 évnél fiatalabb íróknak ítélik oda, akik a portugál nyelvű világban publikálnak (lásd: Portugál Nyelvű Országok Közössége). Az elismeréssel járó pénzösszeg 25000 euró.

## Győztesek
| Év   | Mű                             | Magyar kiadás címe        | Fordító      | Szerző              | Ország |
| ---- | ------------------------------ | ------------------------- | ------------ | ------------------- | ------ |
| 1999 | Natureza Morta                 |                           |              | Paulo José Miranda  | POR    |
| 2001 | Nenhum Olhar                   | Egyetlen pillantás nélkül | Bense Mónika | José Luís Peixoto   | POR    |
| 2003 | Sinfonia em Branco             |                           |              | Adriana Lisboa      | BRA    |
| 2005 | Jerusalém                      | Jeruzsálem                | Lukács Laura | Gonçalo M. Tavares  | POR    |
| 2007 | o remorso de baltazar serapião |                           |              | Valter Hugo Mãe     | POR    |
| 2009 | As Três Vidas                  |                           |              | João Tordo          | POR    |
| 2011 | Os Malaquias                   |                           |              | Andréa del Fuego    | BRA    |
| 2013 | Os Transparentes               |                           |              | Ondjaki             | ANG    |
| 2015 | As Primeiras Coisas            |                           |              | Bruno Vieira Amaral | POR    |
| 2017 | A Resistência                  |                           |              | Julián Fuks         | BRA    |
| 2019 | Pão de Açúcar                  |                           |              | Afonso Reis Cabral  | POR    |
| 2022 | Dor Fantasma                   |                           |              | Rafael Gallo        | BRA    |

## Statisztikák
Az adatok az 1999–2013 közötti időszakból származnak.

### Országstatisztika
| Ország | Díjazottak száma | Évek                                     |
| ------ | ---------------- | ---------------------------------------- |
| POR    | 7                | 1999, 2001, 2005, 2007, 2009, 2015, 2019 |
| BRA    | 4                | 2003, 2011, 2017, 2022                   |
| ANG    | 1                | 2013                                     |